# Phoenix Park

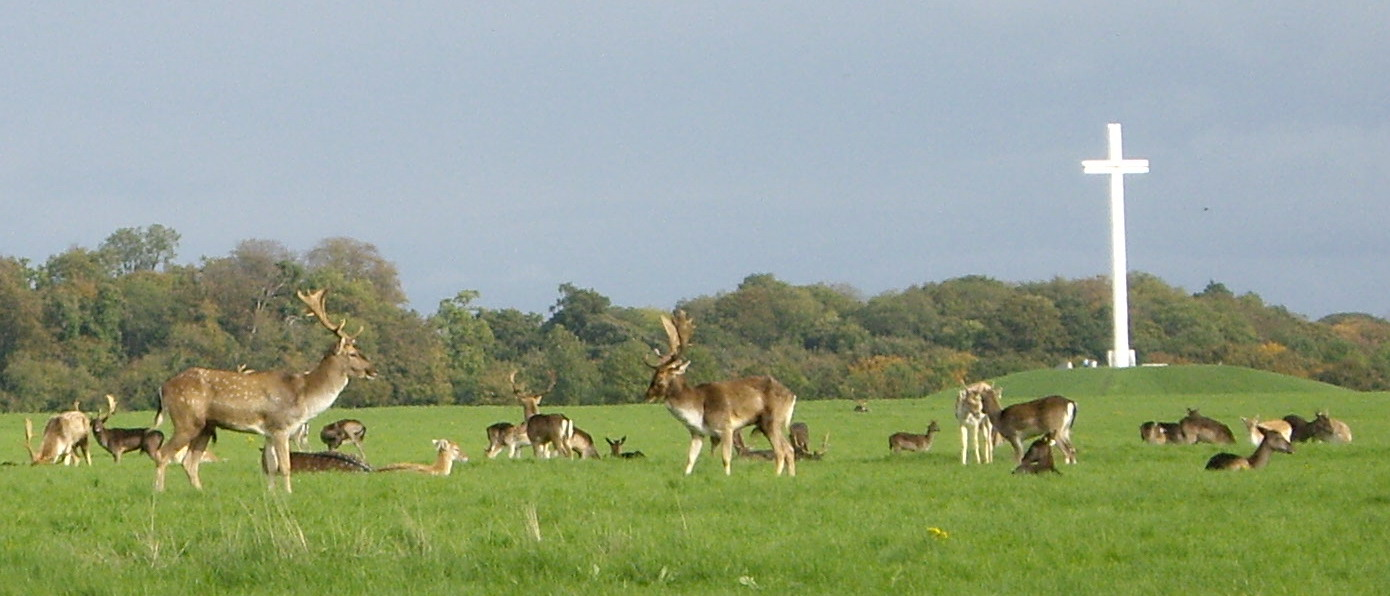
Daines vora la creu papal al Phoenix Park

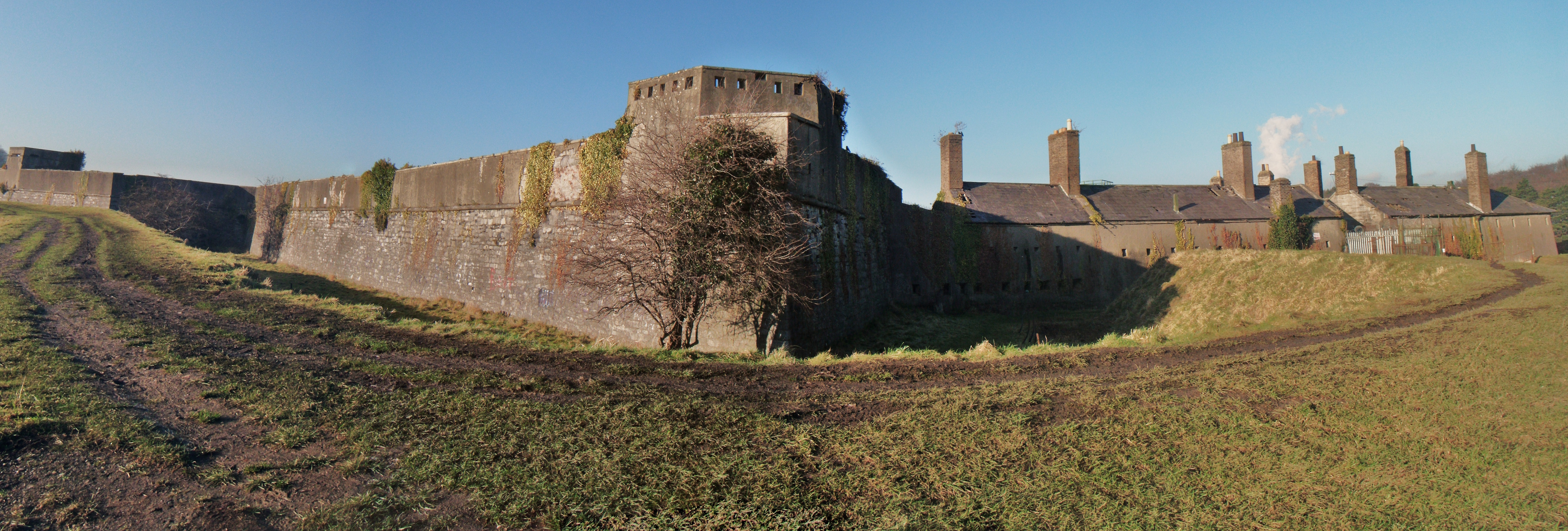
El Fort Magazine Fort al sud-est del Parc

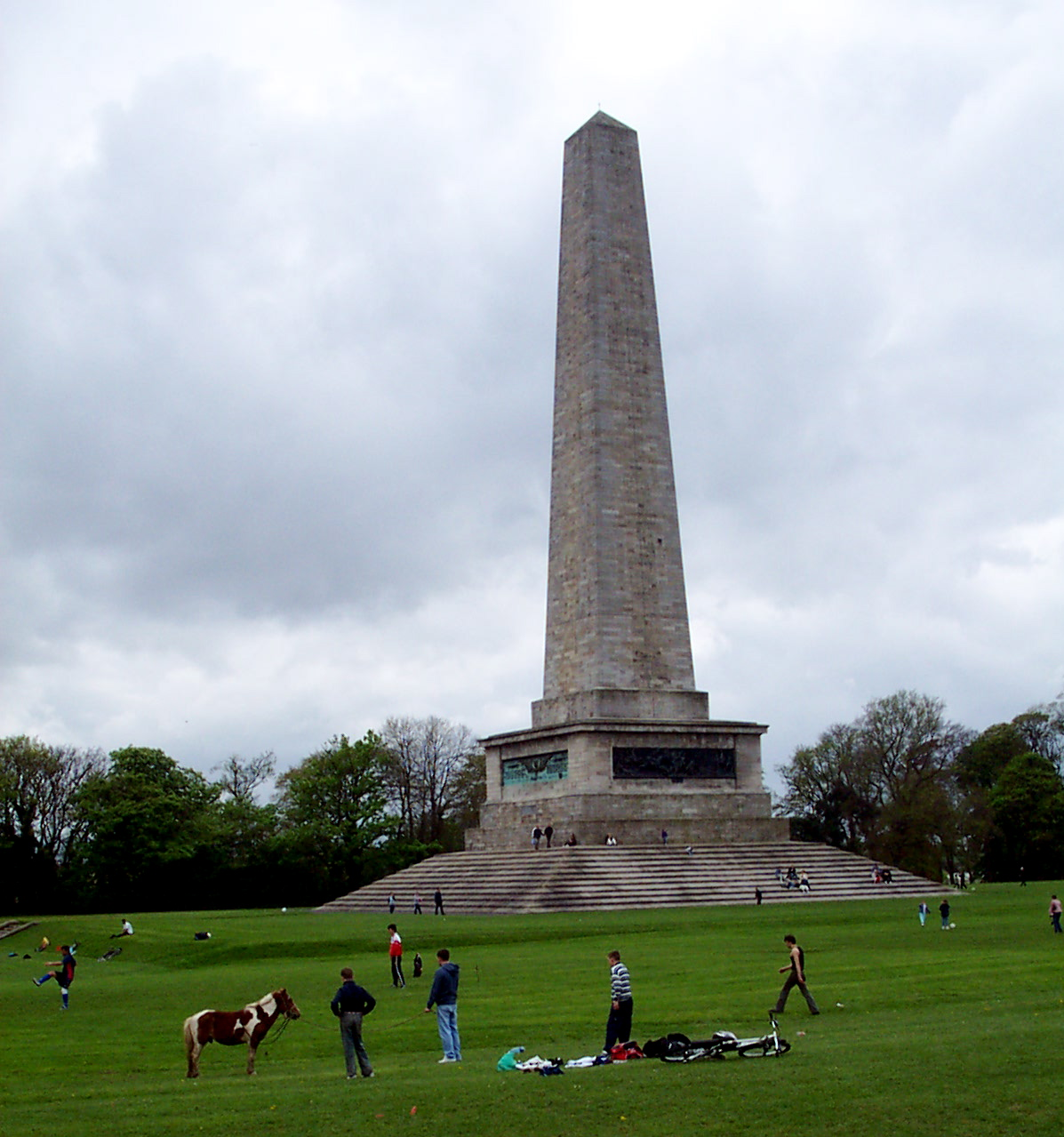
El Monument Wellington al Phoenix Park

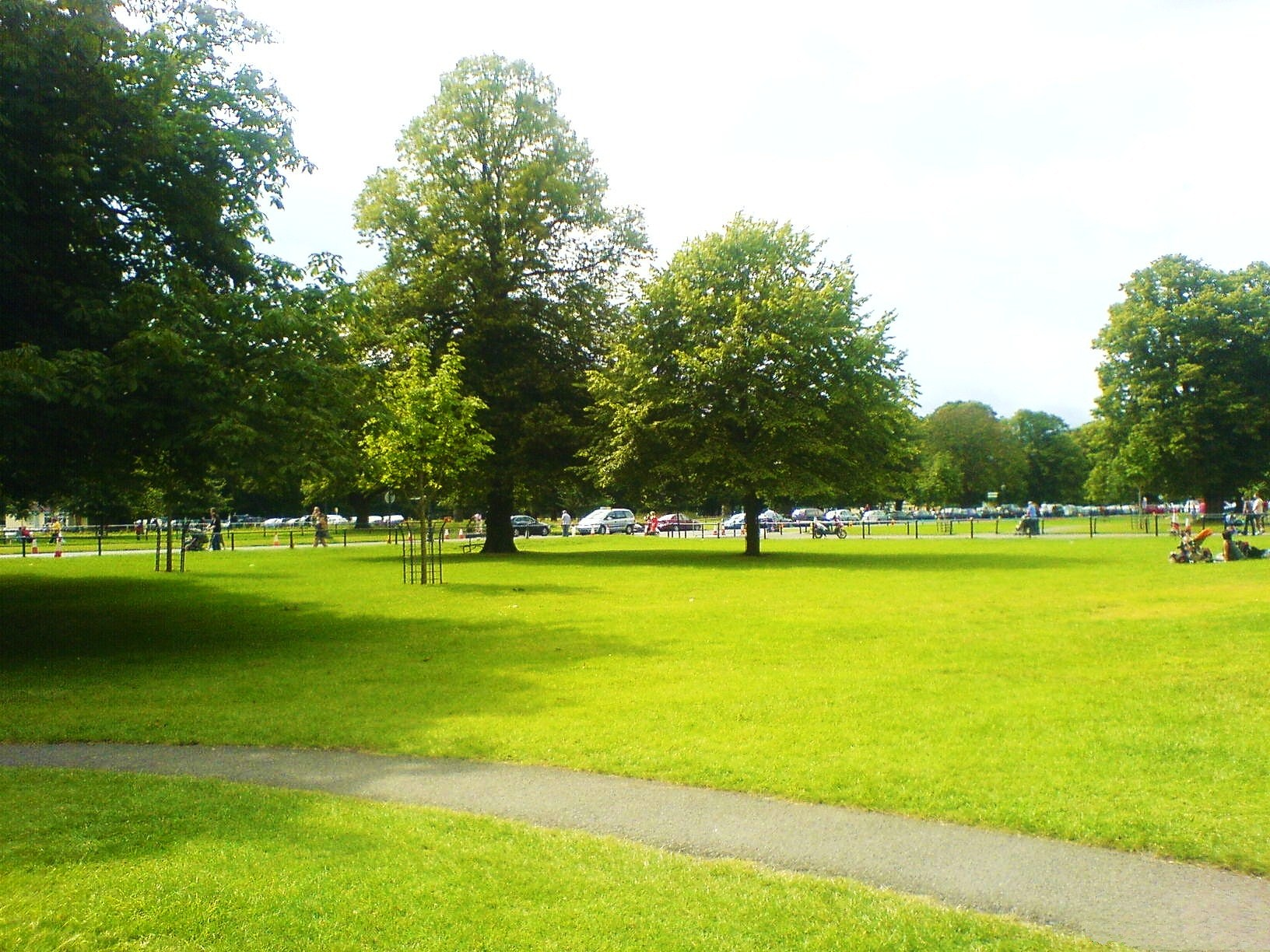
Phoenix Park a l'estiu

Phoenix Park (gaèlic irlandès Páirc an Fhionnuisce)) és el parc urbà més gran d'Europa. Està situat a tres quilòmetres del nord-oest del centre de la ciutat de Dublín, capital de la república d'Irlanda. Té una extensió de 712 hectàrees i consta d'una circumferència barrada de 16 quilòmetres d'extenses zones verdes, boscoses i avingudes d'arbres en filera amb passejos i monuments.
Des de 1660, és la llar d'un ramat de daines que va introduir el duc d'Ormond. El seu nom és la corrupció del gaèlic irlandès fionn uisce que significa aigua clara. És corrent veure als visitants corre prop del ramat de cérvols i també a genets galopar amb els seus cavalls.
És un dels parcs adossats a ciutat de major extensió d'Europa, ja que el Parc Richmond en Londres, Anglaterra, és només 10 km² major. El Phoenix Park és més gran que el Central Park de Nova York i, que el Hyde Park de Londres. El govern irlandès fa gestions davant la UNESCO per tal que el parc sigui designat patrimoni de la humanitat.

## Història
Després de la conquista cambro-normanda i la possessió de Dublín i de les seves terres en el segle xii, Hugh Tyrell, primer home de Castleknock, va concedir una bona part de terra, incloent part de l'actual parc als cavallers de Sant Joan de Jerusalem. Els cavallers van establir una abadia a Kilmainham, en el costat on es troba el «Royal Hospital». Van perdre les seves terres quan Enric VIII d'Anglaterra va confiscar les propietats monarques en 1537 i, vuit anys més tard, una vegada més, les terres van tornar a ser revertides a la propietat dels representants del rei a Irlanda.
En la restauració al tron de Carles II (també rei d'Escòcia i Irlanda), el seu Governador a Dublín, James Butler va establir un «Parc Reial de Cacera» que, contenia faisàns i cérvols salvatges, per tant va ser necessari barrar tota l'àrea. Va ser obert al públic per Lord Chesterfield en 1747.
En 1882 hi tingueren lloc dos assassinats. El Secretari en Cap per a Irlanda (ministre del gabinet britànic per a afers irlandesos), Lord Frederick Cavendish, i ele Sotssecretari per a Irlanda (cap funcionari civil), Thomas Henry Burke, van ser apunyalats fins a la mort amb ganivets quirúrgics mentre passejaven cap al castell de Dublín. Un petit grup insurgent anomenat the Invincibles en foren els responsables.
Durant L'Emergència milers de tones d'herba van ser transportades des dels pantans a Dublín i s'emmagatzemen en grans monticles al llarg de la carretera principal al parc.

## Carreres a motor
Les carreres a motor van començar en 1903 quan el parc va acollir el Trial irlandès de carreres de velocitat de Gordon Bennett al carrer principal per a tots dos, automòbils i motocicletas. Això va seguir al Grand Prix internacional irlandès; el primer de 3 carreres Grand Prix. Aquestes carreres van començar en 1932 fins al començament de la Segona Guerra Mundial en 1939 i van ser reviscudes de nou en 1949 amb un sprint al circuit Oldtown seguit l'any següent amb una concentració completa de carreres i s'ha vingut contínuament usant fins avui. Durant els anys s'han usat set circuits diferents, dos dels quals han estat nomenats després del famós campió mundial de carreres conductor de Ferrari Mike Hawthorn.

### Guanyadors del Grand Prix Internacional irlandès
| Temporada | Data      | Carrera                            | Lloc         | Guanyador         | Xasis              | Motor         |
| --------- | --------- | ---------------------------------- | ------------ | ----------------- | ------------------ | ------------- |
| 1929      | Juliol 12 | I Irish Grand Prix (Saorstat Cup)  | Phoenix Park | Boris Ivanowski   | Alfa Romeo 6C      | Alfa Romeo    |
| 1929      | Juliol 13 | I Irish Grand Prix (Eireann Cup)   | Phoenix Park | Boris Ivanowski   | Alfa Romeo 6C      | Alfa Romeo    |
| 1930      | Juliol 18 | II Irish Grand Prix (Saorstat Cup) | Phoenix Park | Victor Gillow     | Riley 9 Brooklands | ---           |
| 1930      | Juliol 19 | II Irish Grand Prix (Eireann Cup)  | Phoenix Park | Rudolf Caracciola | Mercedes SSK       | Mercedes-Benz |

## Principals atraccions
Des de fa uns anys, el parc és la residència del president d'Irlanda (Áras an Uachtaráin), i hi té la seva mansió allunyada del parc públic. La casa està tancada al públic encara que es pot admirar la seva façana si es passeja pel parc.
Una de les atraccions principals al parc és el zoològic fundat en 1830, i sent el tercer més antic del món, per darrere del de Viena i Londres. Els visitants poden veure més de 700 animals i ocells tropicalés de tot el planeta. Un altre monument significant és la creu papal, erigida per a la visita del Papa Joan Pau II en setembre de 1979. Al voltant d'un milió de persones van assistir a una missa a l'aire lliure.
El monument Wellington és un obelisc de 62 metres d'alt en memòria al Duc de Wellington, un famós militar, polític i estadista irlandès, posteriorment adoptant la nacionalitat britànica. La Residència Deerfield era l'antiga residència del secretari en cap d'Irlanda. En el 2007 és la residència oficial de l'ambaixador dels Estats Units a Irlanda i igual que la residència del president, tan sols es pot entrar per parlar amb l'ambaixada. El Monument Fènix és un monument en forma de columna coríntia amb una au fènix que reneix de la cendra en la seva pinacle. Aquest monument va ser erigit per Lord Chesterfield l'any 1747.
La caserna general de la força nacional de la policia irlandesa (An Garda Síochána), està també situat al parc. A més, conté diversos camps esportius que proveeixen una varietat d'activitats recreatives saludables com: el rugbi, el futbol, el cricket i el polo.
El Fort Magazine al sud-est del parc marca la localització on fou construït Phoenix Lodge per Sir Edward Fisher en 1611. En 1734 la casa fou enderrocada quan el Lord Tinent d'Irlanda, Lionel Sackville, 1r Duc de Dorset va disposar que hi allotgés el polvorí de Dublín. A la fortificació se li va afegir una ala addicional per a les tropes el 1801. Fou escenari del Christmas Raid en 1939.

### El centre d'informació al visitant i el castell d'Ashtown
La construcció més antiga del lloc és el castell d'Ashtown, una torre medieval restaurada que data del segle xvii. Està situada al costat del «centre dels visitants», on el públic pot gaudir 5.500 anys d'interpretació històrica del parc a través dels temps.
El centre d'informació al visitant ofereix una amena i animada exposició de la història i la naturalesa del parc. Els visitants tenen aquí l'oportunitat d'apreciar una interpretació històrica del parc des de l'any 3500 aC fins al present, així com un audiovisual sobre el parc a través del temps.